# Commelina pyrrhoblepharis
Commelina pyrrhoblepharis är en himmelsblomsväxtart som beskrevs av Justus Carl Hasskarl. Commelina pyrrhoblepharis ingår i släktet himmelsblommor, och familjen himmelsblomsväxter.
Artens utbredningsområde är Etiopien. Inga underarter finns listade.